# Shock Value
Timbaland Presents Shock Value (ili jednostavnije Shock Value) je drugi samostalni album producenta i repera Timbalanda. Album je ujedno i drugi kojeg je Timbaland objavio bez svog partnera Magooa, koji gostuje na jednoj od pjesama na albumu. Shock Value je prvi Timbalandov album objavljen u svojoj producentskoj kući Mosley Music Group.

## Pozadina i suradnje
Na albumu je Timbaland ostvario suradnju s mnoštvom izvođača. Neki od njih su Justin Timberlake, The Hives, Fall Out Boy, Keri Hilson, Nelly Furtado, Missy Elliott, 50 Cent, Dr. Dre, OneRepublic, pjevač i pijanist Elton John, Nicole Scherzinger te mnogi drugi. Za promociju albuma trebala je biti održana turneja Shock Value 2008 Tour, koja je trebala početi u Australiji i Novom Zelandu, no bila je odgađana te na kraju otkazana samo dan prije početka.

## Uspjeh albuma
Shock Value je debitirao na broju 5 američke ljestvice Billboard 200 sa 138.000 prodanih primjeraka. Na top ljestvici u Ujedinjenom Kraljevstvu debitirao je brojem 10 te se 22. srpnja 2007. godine popeo na peto mjesto. Od tada je album dosio na broj dva u Ujedinjenom Kraljevstvu i broj 13 u Francuskoj.
U kolovozu 2007. godine album je zaradio platinastu certifikaciju u kanadi sa 100.000 prodanih primjeraka. Krajem 2007. godine Shock Value bio je deveti najprodavaniji album u Ujedinjenom Kraljevstvu.

## Popis pjesama
1. "Oh Timbaland" − 3:30
  - sadrži elemente pjesme "Sinnerman" Nine Simone.
2. "Give It to Me" (featuring Nelly Furtado & Justin Timberlake) − 3:54
3. "Release" (featuring Justin Timberlake) − 3:25
4. "The Way I Are" (featuring Keri Hilson & D.O.E.) − 2:59
5. "Bounce" (featuring Dr. Dre, Missy Elliott & Justin Timberlake) − 4:04
6. "Come and Get Me" (featuring 50 Cent, Tony Yayo, Jim Beanz & Mira Craig) − 3:30
7. "Kill Yourself" (featuring Sebastian & Attitude) − 4:06
8. "Boardmeeting" (featuring Magoo) − 2:29
9. "Fantasy" (featuring Money) − 4:11
10. "Scream" (featuring Keri Hilson & Nicole Scherzinger) − 5:41
11. "Miscommunication" (featuring Keri Hilson & Sebastian) − 3:19
12. "Bombay" (featuring Amar & Jim Beanz) − 3:00
13. "Throw It on Me" (featuring The Hives) − 2:10
14. "Time" (featuring She Wants Revenge) − 3:58
15. "One & Only" (featuring Fall Out Boy) − 4:16
16. "Apologize (Remix)" (featuring OneRepublic) − 3:04
  - remix istoimene pjesme OneRepublica s njihovog albuma Dreaming Out Loud.
17. "2 Man Show" (featuring Elton John) − 4:25
18. "Hello" (featuring Keri Hilson & Attitude) [Internacionalna bonus pjesma] − 4:36
19. "Come Around" (featuring M.I.A.) [Internacionalna bonus pjesma] − 3:57

### Reizdana deluxe verzija
Reizdanje albuma Deluxe Edition uključuje drugi disk sa sljedećim pjesmama:
1. "Give It to Me" (Remix) (featuring Jay Z & Justin Timberlake) − 3:20
2. "The Way I Are" (Nephew Remix) − 3:49
3. "The Way I Are" (OneRepublic Remix) − 3:33
4. "The Way I Are" (Jatin's Desi Remix) − 3:30
5. "Come Around" (featuring M.I.A.) − 3:57
6. "Give It to Me" (glazbeni video) − 3:59
7. "The Way I Are" (glazbeni video) − 3:33
8. "Throw It on Me" (glazbeni video) − 2:47